# Henri Bellechose
Henri Bellechose (... – Digione, 1445) è stato un pittore francese, e olandese. Si mise in evidenza anche come miniatore appartenente al movimento gotico.

## Biografia
Nacque nel sud degli attuali Paesi Bassi, nel Ducato di Brabante, ma trascorse la sua esistenza in Francia, per lo più a Digione.
Nel 1415 assunse il ruolo di pittore di corte presso i duchi di Borgogna, succedendo a Jean Malouel e precedendo Jan van Eyck. Per conto dei duchi Giovanni di Borgogna, e poi di Filippo il Buono, lavorò al palazzo ducale di Digione e nei castelli ducali di Saul e di Talant.

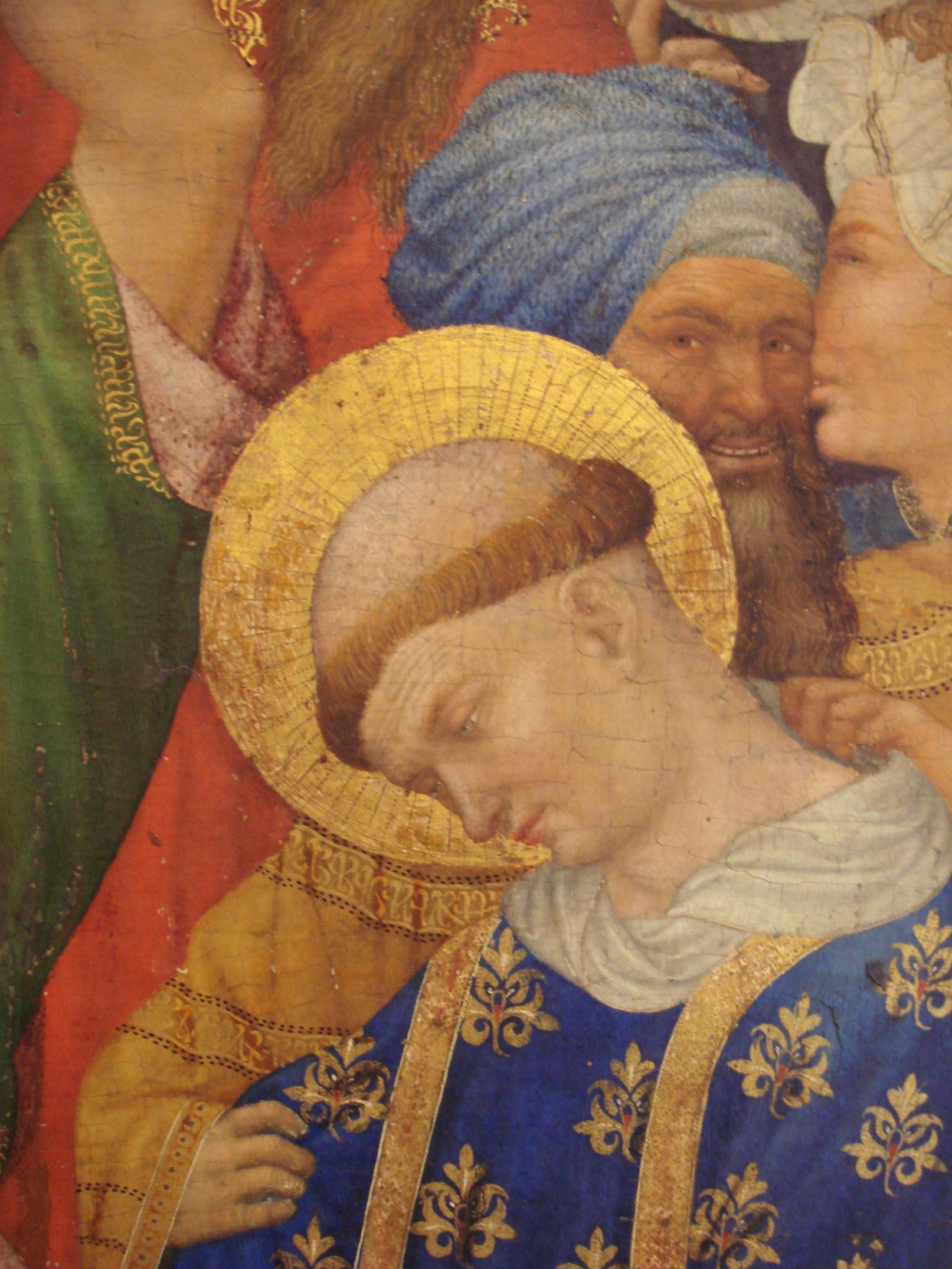
Pala d'altare Trinità e storie di san Dionigi

L'opera più rinomata è la Trinità e storie di san Dionigi, composta da tre scene, quella centrale presenta la raffigurazione di Cristo in croce, quella laterale a sinistra la comunione del santo dalla mano di Cristo, in carcere in un castello, mentre quella a destra descrive la sua decapitazione assieme a quella dei suoi discepoli. . L'opera risulta essere una delle più raffinate della cultura tardo-gotica borgognese e parigina, alla quale unisce un certo realismo nella rappresentazione dei dettagli. San Dionigi è stato il primo vescovo di Parigi.
Sempre commissionata dai duchi di Borgogna, è sopravvissuta anche una mi non so comunista, la cui attribuzione è incerta e qualche critico d'arte la assegna a Jean Malouel.
Tra le opere più significative si può menzionare il Calvario e leggenda di san Giorgio, conservata al Louvre, anch'essa formata da tre scene, la Crocefissione al centro e ai lati il martirio del santo e il suo abbattimento del drago. 
Dal 1416 fu attivo, oltre che nel palazzo ducale di Digione, nei castelli di Talant e di Saulx, ove, fra l'altro, realizzò una pala d'altare intitolata La Vergine e il Bambino con Giovanni senza Paura e Filippo il Buono presentati da san Giovanni e da san Claudio.
Nell'aprile del 1420 con la successione del duca di Borgogna, Bellechose ottenne nuovi lavori inerenti soprattutto alla decorazione.
Successivamente realizzò un'Annunciazione e Gesù Cristo fra gli apostoli per la chiesa di San Michele di Digione.
Bellechose creò un grande studio nel quale ruotarono otto assistenti e due apprendisti. Intorno al 1424 sposò Alixant Lebon, figlia di un notaio.
Morì nel gennaio del 1445, quando il giovane talento van Eyck stava già conquistando le simpatie dei duchi di Borgogna.